# Profession
Ne doit pas être confondu avec Métier (activité).
 (novembre 2023).
Si vous disposez d'ouvrages ou d'articles de référence ou si vous connaissez des sites web de qualité traitant du thème abordé ici, merci de compléter l'article en donnant les références utiles à sa vérifiabilité et en les liant à la section « Notes et références ».

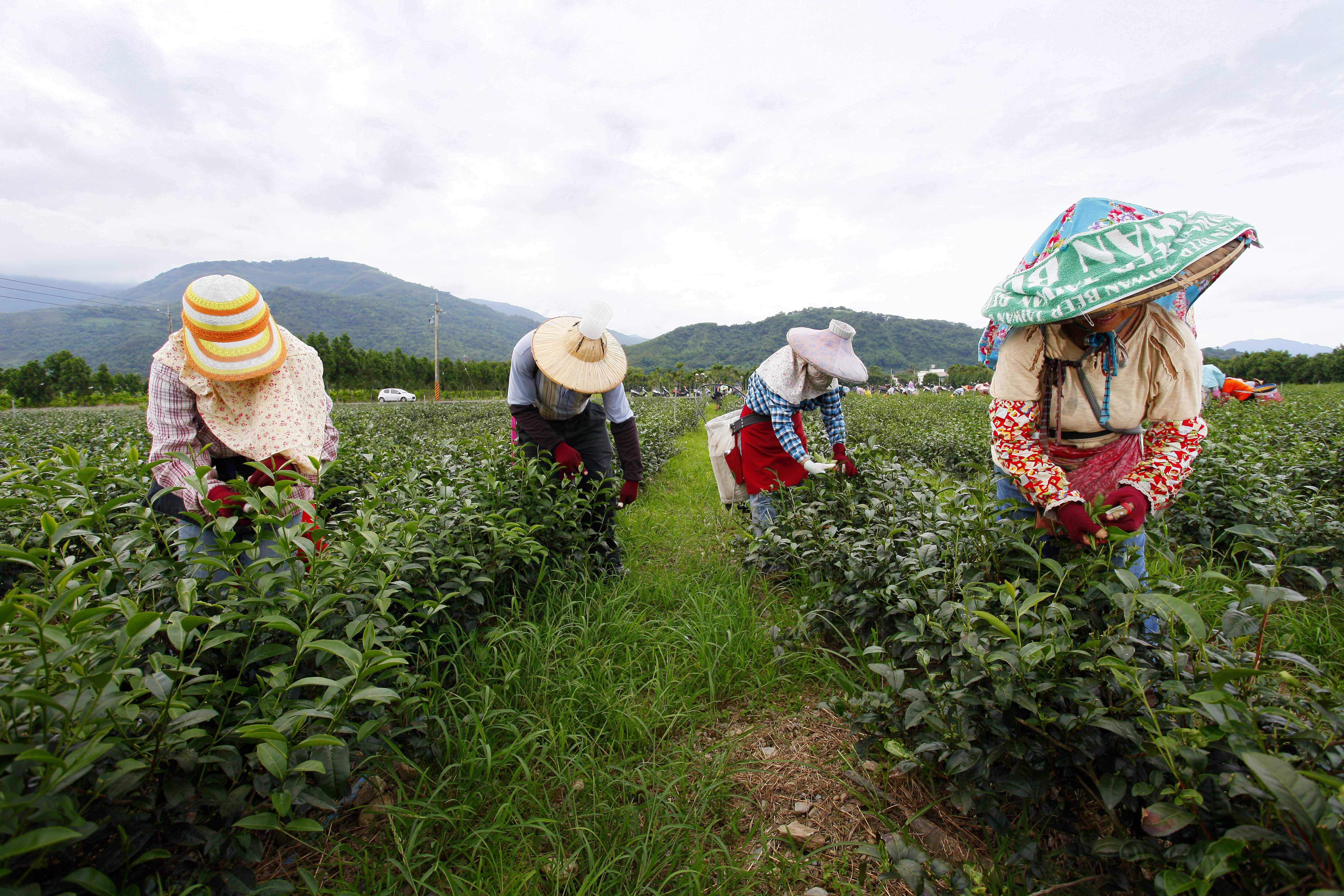
Travailleuses dans une plantation de thé à Luye (Taïwan)

La profession, du latin professio, onis  traduit comme la « déclaration, déclaration publique, action de se donner comme », est l'activité exercée par une personne dans un domaine. Cette activité procure un salaire, une rémunération, des revenus à celui qui l'exerce. Il constitue également un rôle social au sein de la société.
Par extension, la profession est inhérente à un secteur d'activité particulier. On parle ainsi de profession juridique, politique, médicale et de magistrature.
Certaines professions sont strictement réglementées, c'est-à-dire que leur exercice n'est pas libre et sont spécialement organisées par une loi et des règlementations qui en fixent les modalités d'accès et la déontologie.

## Histoire
Au Moyen Âge et dans l'Ancien Régime, les professions étaient organisées en corporations soumises selon les cas à des serments ou des règlements royaux. Pendant la Révolution française, dans un souci de supprimer des intérêts intermédiaires qui pouvaient s'interposer entre l'intérêt de l'individu et l'intérêt général, le décret d'Allarde (2 et 17 mars 1791) a supprimé les corporations, puis la loi Le Chapelier (14 juin 1791) a interdit les regroupements professionnels et la grève.

## Différence entre profession et métier
La différence n'est pas claire. La distinction classique entre métier et profession est l'attribution d'une dominante manuelle au premier et une dominante intellectuelle au second (avocat, médecin par exemple). Le terme profession a néanmoins pris un sens beaucoup plus large de nos jours et se confond fréquemment avec la notion de métier. Profession semble maintenant définir le métier que l'on exerce, que l'on professe à un moment donné. On peut donc avoir plusieurs métiers, c'est-à-dire plusieurs savoir et savoir-faire, mais n'en professer qu'un seul.
D'après le sociologue Olivier Couard, une profession est « un métier socialement organisé et reconnu ».

## Par pays

### Canada
Au Canada, la règlementation des professions relève des provinces.
Au Québec, toutes les professions, au sens strict du terme, relèvent de l'Office des professions du Québec et d'un ordre professionnel spécifique à une formation et à un champ d'exercice et dont le mandat est la protection du public. Chacune est réglementée par la loi et a son propre code de déontologie.  Autrement, on parle plutôt de métier, de travail ou d'emploi.

### France
De nos jours, la profession rassemble aussi bien des savoir-faire ancrés dans l'Histoire que des travailleurs et des organisations professionnelles dans l'objectif de produire un bien ou proposer un service. 
Les compétences et leurs évolutions rapides sont en interaction avec l'économie. Cette dernière se caractérise de nos jours notamment par une mondialisation de plus en plus poussée. 
En France, on peut repérer la profession en particulier par :
- des métiers acquis ou des qualifications reconnues et un système organisé relatif à la formation professionnelle ;
- des accords professionnels habituellement regroupés au sein d'une convention collective dont la brochure est publiée par les Journaux Officiels ;
- un rattachement dans la nomenclature des activités exercées ;
- une histoire.

On peut parler aussi de secteur ou branche d'activité. 
Certaines professions ont des codes de déontologie : les médecins par exemple ont un code de déontologie médicale. Le droit accorde aussi à certaines professions des clauses de conscience, qui leur permettent de faire jouer l'objection de conscience, afin que les membres de ces professions soient en accord avec leurs convictions personnelles et les exigences de leur profession.
À la fin 2006, il existerait 528 conventions collectives nationales, régionales, étendues ou non applicables aux salariés et employeurs de France.

### Sources et bibliographie
- Denis Lochouarn, La Profession, approche juridique de la notion, thèse de doctorat en droit privé, Lyon III, 1998.
- Pour la définition Unité Mixte de Recherche du CNRS : Analyse et Traitement Informatique de la Langue Française